# Jozef Van In
Jozef Henri Louis Van In (Lier, 30 mei 1905 - 23 februari 1990) was een Belgisch ondernemer en politicus voor het Katholiek Verbond van België / CVP.

## Levensloop
Van In leidde in Lier de in 1833 gestichte drukkerij-uitgeverij Van In en Compagnie, die ruime bekendheid had. In 1973 trok hij zich terug uit dit bedrijf, nadat het werd overgenomen door de Nederlandse boekengigant VNU. Bij de Van In en Compagnie zette hij de traditie van de oudste schoolboekenuitgeverij verder en bouwde hij na de Tweede Wereldoorlog een fonds met Vlaamse jeugdliteratuur uit, een sector die tot in 1978 behouden bleef in de firma.
Bovendien werkte hij als voorzitter van de Vlaamse Uitgeversbond en als bestuurder van de Vereniging ter bevordering van het Vlaamse Boekwezen hard aan de uitbouw van de Vlaamse vakorganisaties van uitgevers en boekverkopers. Daarnaast was hij lid van het Syndicaat van Belgische Uitgevers en bouwde hij vanaf de oprichting de Centrale voor Import en Export van Boeken mee uit.
Voor de Katholieke Partij en daarna de CVP was hij van 1933 tot 1939 en van 1944 tot 1947 gemeenteraadslid van Lier. Tijdens de Tweede Wereldoorlog was hij lid van de verzetsorganisatie Geheim Leger.
In 1946 werd hij voor de CVP verkozen in de Belgische Senaat als rechtstreeks gekozen senator voor het kiesarrondissement Mechelen-Turnhout. Hij vervulde dit mandaat tot in 1971. Als senator had hij een ruime belangstelling voor onderwijs- en taalproblematiek. Ook steunde hij als lid van de Vlaamse vleugel van zijn partij de taalpolitiek van Kamerlid Jan Verroken.